# Indywidualne Mistrzostwa Danii na Żużlu 1986
Indywidualne Mistrzostwa Danii na Żużlu 1986 – cykl turniejów żużlowych, mających na celu wyłonienie najlepszych żużlowców w Danii w sezonie 1986. Tytuł zdobył Erik Gundersen.

## Finał
- Randers

| Msc. | Zawodnik                | Klub | Pkt |  |  |
| ---- | ----------------------- | ---- | --- |  |  |
| 1    | Erik Gundersen          | –    | 14  |  |  |
| 2    | Hans Nielsen            | –    | 12  |  |  |
| 3    | Tommy Knudsen           | –    | 12  |  |  |
| 4    | John Jørgensen          | –    | 12  |  |  |
| 5    | Jan Osvald Pedersen     | –    | 8   |  |  |
| 6    | Peter Glanz             | –    | 8   |  |  |
| 7    | Allan Johansen          | –    | 6   |  |  |
| 8    | Aksel Jepsen            | –    | 3   |  |  |
| 9    | John Eskildsen          | –    | 3   |  |  |
| 10   | Ole Hansen              | –    | 3   |  |  |
|      | rez. Flemming Rasmussen | –    | 0   |  |  |
|      | rez. Bent Thomadsen     | –    | 0   |  |  |